# Avenida Oriental (Medellín)
La Avenida Oriental u oficialmente Avenida Jorge Eliécer Gaitán, es una vía que recorre la ciudad de Medellín con direcciones noroccidente y sur en su zona central.

## Historia
En los años 50 Medellín vio la llegada de los urbanistas extranjeros José Luis Sert (español) y Paul Wiesner (austriaco), y con ellos la consolidación de un Plan Piloto que serviría como directriz al desarrollo futuro de la urbe; pero no fue sino hasta 1969 con la conformación del Plan Vial para Medellín que la avenida comenzó con su proceso de creación y luego su construcción un año después.
Reemplazó la carrera La Unión y fue culminada definitivamente en el año 1979 con un trazado que partía el centro en dos, pero que garantizaba mayor comunicación vehicular con el resto de la ciudad. La nueva vía atrajo centros comerciales que aún hoy existen, además de quioscos de ventas ambulantes.
Originalmente se le puso el nombre de Avenida Jorge Eliécer Gaitán en honor al político y jurista del mismo nombre que de facto sigue teniendo, sin embargo, es mayormente conocida como "La Oriental" por los habitantes de la ciudad, dado que se encuentra en la parte oriental del centro de Medellín.
 Para su construcción hubo necesidad de acabar con numerosas antiguas construcciones emblemáticas como la casa en donde nació Mariano Ospina Pérez, la casa Arzobispal, la sede de la Hermanas Teresitas de Monseñor Miguel Ángel Builes y otras hermosas sedes de instituciones.
En las primeras décadas del siglo XXI existió una gran controversia entre los residentes y trabajadores de la zona circundante de la avenida, que argumentaban que las baldosas de colores en forma de pirámides que habían sido colocadas en el separador central de la vía eran poco eficientes y que habían sido perjudiciales para el medio ambiente de la zona, puesto que desaparecieron árboles y vegetación que anteriormente se asentaba allí. Decían también que estorbaban y obtaculizaban el paso de muchos transeúntes que atravesaban la avenida. 
Finalmente la solución por parte del municipio y del sistema de trasporte fue implementar carriles exclusivos con ecoestaciones fijas del Metroplús y con ello revitalizar el separador eliminando las pirámides y poniendo áreas verdes nuevamente, todo esto fue puesto en servicio finalmente en julio del año 2021, y para el año siguiente ya criculaban por los carriles exclusivos buses 100% eléctricos resultado de una propuesta incentivada por la Secretaría de Movilidad para consolidar una ecociudad a través de la Movilidad Sostenible.

## Trazado y numenclatura

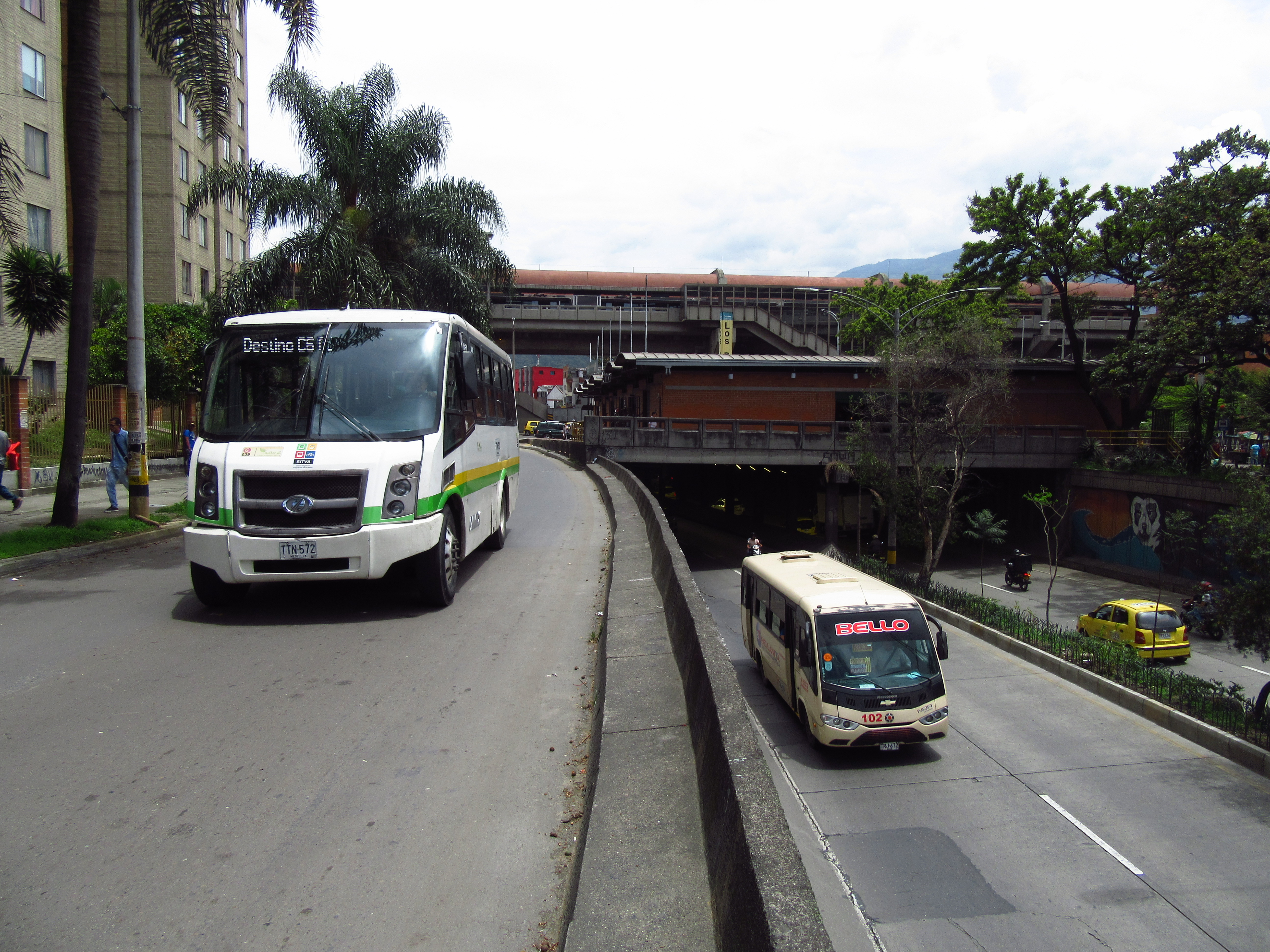
La vía en el comienzo del soterrado, pasando bajo la estación Prado

La vía nace como la prolongación natural de la Autopista Norte donde se convierte en un puente para cruzar el Río Medellín, intersecar con la Avenida del Ferrocarril por medio de una glorieta y paso a desnivel y así poder adentrarse en el centro a través de un deprimido bajo la Estación Prado y la Carrera Bolívar. Continúa su transcurso de oriente-occidente unos metros para luego curvarse a la altura de la Carrera Ecuador y tomar las direcciones norte y sur. Posteriormente cruza "La Playa", la Calle Ayacucho y la Avenida San Juan, esta última a desnivel para luego a la altura de la Calle 41 (Los Huesos) convertirse en la ahora denominada Avenida El Poblado.
La avenida recibe la numeración de Calle 57B en su calzada sur y Calle 58 en la calzada norte desde la Av. del Ferrocarril hasta que toma la curva y pasa a tener la numeración de Carrera 46, de ahí hasta su término a la altura de la Calle 41.

## Transporte público
La Oriental posee en parte de su recorrido carriles exclusivos pertenecientes a la Línea 2 del sistema Metroplús. Entre las estaciones ubicadas en la vía se encuentran:
- Estación San José (Entrada por Calle 49)
- Estación La Playa (Entrada por Calle 52)
- Estación Catedral (Entrada por Calle 57)

## Sitios importantes en la vía
Lugares relevantes que se  encuentren directamente o muy cerca de la avenida:
- Parque o Plaza San Antonio
- Éxito de San Antonio
- Centro Comercial El Punto de La Oriental
- Estación San José del Tranvía de Ayacucho
- Iglesia de San José
- Clínica Soma
- Notaría 10 del Círculo de Medellín
- Torre Fundadores (clínica)
- Edificio Colseguros
- Catedral Metropolitana de Medellín (cercana)
- Centro Comercial Villanueva
- Clínica Victoriana
- Clínica CES
- Estación Prado del Metro
- Plaza Minorista José María Villa (cercana)
- Universidad Nacional de Colombia Sede Medellín (en su extremo noroccidental)